# Межгайцы (Волынская область)
Межгайцы (укр. Міжгайці) — село в Любешовской поселковой общине Камень-Каширского района Волынской области Украины.
До 2020 года входило в Любешовский район.
Код КОАТУУ — 0723185603. Население по переписи 2001 года составляет 399 человек. Почтовый индекс — 44253. Телефонный код — 3362. Занимает площадь 1,1 км².